# 布魯瑟
布魯瑟是波蘭的城鎮，位於該國北部，由濱海省負責管轄，面積5.1平方公里，2006年人口4,582。第二次世界大戰期間，納粹德國在該鎮設立猶太人居住區。

## 外部連結
- Official site （页面存档备份，存于）
- Site[永久]

53°53′N 17°43′E / 53.883°N 17.717°E